# Tragedia de la copa Bupati
La tragedia de la copa Bupati fue un altercado ocurrido en la noche del 15 de julio de 2013 en el kabupaten de Nabire, en la provincia de Papúa, Indonesia, en un combate del campeonato de boxeo de la Copa Bupati, en el que los seguidores del boxeador local que fue derrotado mostraron su disconformidad, provocando los disturbios y una posterior estampida, con el resultado de 17 o 18 muertos —según las fuentes— 12 de ellos mujeres y varias decenas de heridos.

## La tragedia

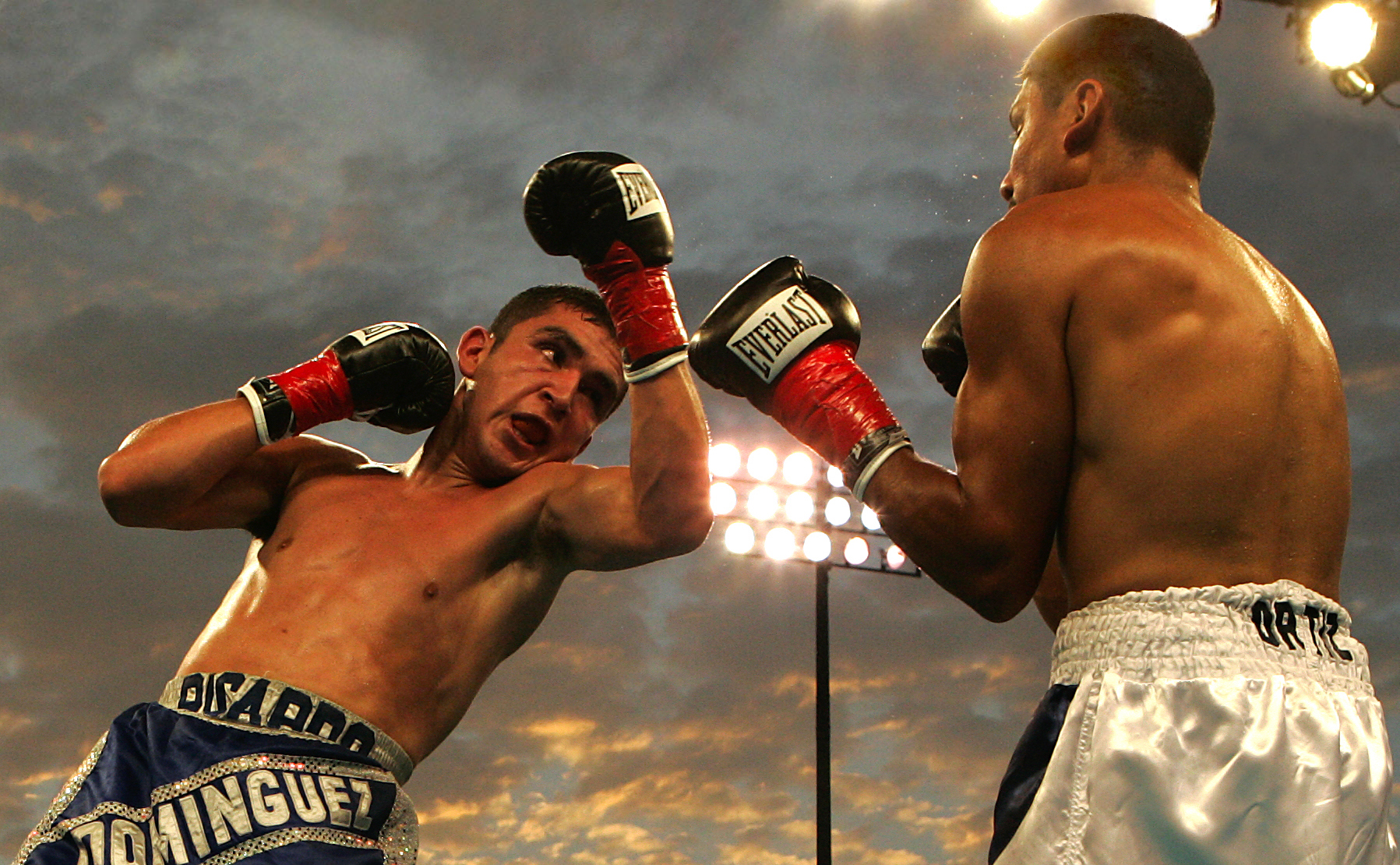
El boxeo de Indonesia, escenario del inicio de la tragedia.

El  15 de julio de 2013, antes de medianoche, se estaban disputando varios combates de boxeo para la Copa Bupati o Copa Regent en el estadio Kota Lama, situado  en el kabupaten de Nabire, en la provincia de Papúa, de Indonesia. El púgil local,  Alvius Rumkorem, fue derrotado en una polémica situación por los puntos otorgados por parte de los jueces,  contra el boxeador Yulianus Pigome —perteneciente a una tribu diferente—  con la consiguiente indignación del público que comenzó a provocar el altercado. 1500 espectadores trataron de salir corriendo en un estadio con capacidad para unas 500 personas y tan solo dos puertas de salida, provocando el fallecimiento de 12 mujeres, —6 o 7 hombres—, según las fuentes, y unos 50 espectadores resultaron heridos.
Finalmente, tras el tumulto, tanto la policía de la región de Nabire como los soldados fueron llamados por las autoridades del país para detener la batalla campal.